# Finale de la Série des Champions ISU 1997-1998
Navigation
Édition précédente Édition suivante
La finale du Grand Prix ISU est la dernière épreuve qui conclut chaque année le Grand Prix international de patinage artistique organisé par l'International Skating Union. Elle accueille des patineurs amateurs de niveau senior dans quatre catégories: simple messieurs, simple dames, couple artistique et danse sur glace.
Pour la saison 1997/1998, la finale est organisée du 18 au 20 décembre 1997 à l'Olympiahalle de Munich en Allemagne. Il s'agit de la 3e finale depuis la création du Grand Prix ISU en 1995.
La finale du Grand Prix ISU s'est appelée Finale de la Série des Champions ISU pour ses trois premières éditions.

## Qualifications
Seuls les patineurs qui atteignent l'âge de 14 ans au 1er juillet 1997 peuvent participer aux épreuves du Grand Prix ISU 1997/1998. Les épreuves de qualifications sont successivement :
- le Skate America du 23 au 25 octobre 1997 à Détroit
- la Coupe d’Allemagne du 30 octobre au 2 novembre 1997 à Gelsenkirchen
- le Skate Canada du 6 au 9 novembre 1997 à Halifax
- le Trophée de France du 13 au 16 novembre 1997 à Paris
- la Coupe de Russie du 19 au 23 novembre 1997 à Saint-Pétersbourg
- le Trophée NHK du 27 au 30 novembre 1997 à Nagano

Les patineurs participent à un ou deux grands-prix. Les six patineurs des catégories individuelles masculines et féminines, les cinq couples artistiques et les cinq couples de danse sur glace qui ont obtenu le plus de points sont qualifiés pour la finale et les trois patineurs suivants sont remplaçants.
|             | Messieurs          | Dames                         | Couples                                        | Danse sur glace                                                                                       |
| ----------- | ------------------ | ----------------------------- | ---------------------------------------------- | --- |
| 1           | Elvis Stojko       | Michelle Kwan (Forfait)       | Marina Eltsova / Andrei Bushkov (Forfait)      | Oksana Grichtchouk / Ievgueni Platov                                                                  |
| 2           | Aleksey Yagudin    | Tanja Szewczenko              | Elena Berejnaïa / Anton Sikharulidze           | Anzhelika Krylova / Oleg Ovsiannikov (Forfait)                                                        |
| 3           | Ilia Kulik         | Irina Sloutskaïa              | Mandy Wötzel / Ingo Steuer                     | Shae-Lynn Bourne / Victor Kraatz                                                                      |
| 4           | Evgeni Plushenko   | Tara Lipinski                 | Shen Xue / Zhao Hongbo                         | Elizabeth Punsalan / Jerod Swallow                                                                    |
| 5           | Todd Eldredge      | Maria Butyrskaya              | Evgenia Shishkova / Vadim Naumov               | Marina Anissina / Gwendal Peizerat                                                                    |
| 6           | Igor Pashkevich    | Ielena Sokolova               |                                                | |
| Remplaçants |                    |                               |                                                | |
| 1er         | Philippe Candeloro | Laëtitia Hubert (Remplaçante) | Oksana Kazakova / Artur Dmitriev (Remplaçants) | Irina Lobatcheva / Ilia Averboukh (Remplaçants) Barbara Fusar Poli / Maurizio Margaglio (Remplaçants) |
| 2e          | Scott Davis        | Surya Bonaly                  | Mariana Khalturina / Andrey Kroukov            | |
| 3e          | Aleksandr Abt      | Chen Lu                       | Kyoko Ina / Jason Dungjen                      | Irina Romanova / Igor Yaroshenko                                                                      |

## Résultats

### Messieurs
| Rang | Nom              | Pays        | Points | Prog. court | Prog. libre |
| ---- | ---------------- | ----------- | ------ | ----------- | ----------- |
| 1    | Ilia Kulik       | Russie      | 2.0    | 2           | 1           |
| 2    | Elvis Stojko     | Canada      | 2.5    | 1           | 2           |
| 3    | Todd Eldredge    | États-Unis  | 4.5    | 3           | 3           |
| 4    | Aleksey Yagudin  | Russie      | 7.0    | 6           | 4           |
| 5    | Evgeni Plushenko | Russie      | 7.0    | 4           | 5           |
| 6    | Igor Pashkevich  | Azerbaïdjan | 8.5    | 5           | 6           |

### Dames
| Rang    | Nom              | Pays       | Points | Prog. court | Prog. libre |
| ------- | ---------------- | ---------- | ------ | ----------- | ----------- |
| 1       | Tara Lipinski    | États-Unis | 1.5    | 1           | 1           |
| 2       | Tanja Szewczenko | Allemagne  | 3.5    | 3           | 2           |
| 3       | Maria Butyrskaya | Russie     | 4.0    | 2           | 3           |
| 4       | Irina Sloutskaïa | Russie     | 6.0    | 4           | 4           |
| 5       | Ielena Sokolova  | Russie     | 7.5    | 5           | 5           |
| Forfait | Laëtitia Hubert  | France     |        |             |             |

### Couples
| Rang | Nom                                  | Pays      | Points | Prog. court | Prog. libre |
| ---- | ------------------------------------ | --------- | ------ | ----------- | ----------- |
| 1    | Elena Berejnaïa / Anton Sikharulidze | Russie    | 2.0    | 2           | 1           |
| 2    | Mandy Wötzel / Ingo Steuer           | Allemagne | 2.5    | 1           | 2           |
| 3    | Oksana Kazakova / Artur Dmitriev     | Russie    | 4.5    | 3           | 3           |
| 4    | Shen Xue / Zhao Hongbo               | Chine     | 6.0    | 4           | 4           |
| 5    | Evgenia Shishkova / Vadim Naumov     | Russie    | 7.5    | 5           | 5           |

### Danse sur glace
| Rang | Nom                                     | Pays       | Points | Danse imposée | Danse originale | Danse libre |
| ---- | --------------------------------------- | ---------- | ------ | ------------- | --------------- | ----------- |
| 1    | Oksana Grichtchouk / Ievgueni Platov    | Russie     | 2.0    | 1             | 1               | 1           |
| 2    | Shae-Lynn Bourne / Victor Kraatz        | Canada     | 4.0    | 2             | 2               | 2           |
| 3    | Marina Anissina / Gwendal Peizerat      | France     | 6.0    | 3             | 3               | 3           |
| 4    | Irina Lobatcheva / Ilia Averboukh       | Russie     | 8.0    | 4             | 4               | 4           |
| 5    | Barbara Fusar-Poli / Maurizio Margaglio | Italie     | 10.4   | 6             | 5               | 5           |
| 6    | Elizabeth Punsalan / Jerod Swallow      | États-Unis | 11.6   | 5             | 6               | 6           |